# Бой при Лас-Кумбрес (1862)
Бой при Лас-Кумбрес (исп. Las cumbres) произошел 28 апреля 1862 года во время Второй французской интервенции в Мексику. Французский экспедиционный корпус генерала Лорансе на перевале Кумбрес-де-Акульцинго разбил части мексиканской армии генерала Игнасио Сарагосы.

## Ход боя
Французы, брошенные своими союзниками по интервенции, британцами и испанцами, решили не ограничиваться Веракрусом и побережьем, а продвигаться вглубь страны и предпринять оккупацию Мексики. После стычки в Фортине 19 апреля 1862 года французский экспедиционный корпус на следующий день захватил Орисабу и создал там базу снабжения. 27 апреля 1862 года генерал Лорансе оставил небольшой гарнизон в Орисабе для охраны больных и города и с силами в 5500 двинулся в направлении Мехико.
Проанализировав стратегическую ситуацию, мексиканский генерал Игнасио Сарагоса, командующий Восточным армейским корпусом, решил помешать захватчикам и защитить доступ к высокогорью, сосредоточив 4000 солдат, большинство из которых были новобранцами, и три горные батареи на горном перевале, известном как Кумбрес-де-Акульцинго, лежащем на дороге между Орисабой и Пуэблой. Он расположил свои войска на трех последовательных линиях обороны. На склонах Гранд-Кумбрес дивизия генерала Артеаги (1500 человек в трех бригадах) защищала выход на главную дорогу. Бригада Гайосо была развернута для поддержки на вершине Гранд-Кумбрес, еще одна бригада под командованием Порфирио Диаса находилась в резерве у подножия Пти-Кумбрес.
Французский экспедиционный корпус, не подозревая, что мексиканцы занимают высоты, 28 апреля, к 11 часам утра, достиг посёлка Акульцинго, расположенного на плато у подножия Лас-Кумбрес. В 13:30 высланная на разведку рота зуавов была обстреляна артиллерией противника. Усиленные егерским батальоном, французы атаковали в центре и по горным тропам левый фланг мексиканцев, где была расположена их батарея. Правый фланг мексиканцев укрепился в развалинах сторожевой заставы (presidió), и только прибытие 2-го полка зуавов позволило около 15:00 в штыковой атаке выбить их с этой позиции. Генерал Артеага был ранен в ногу. Французы захватили две гаубицы и около двадцати пленных, а затем заняли вершину Гранд-Кумбрес, отбив контратаку защитников и вынудив их отступить к Пти-Кумбрес. Задействовав половину своих войск, генерал Сарагоса понял, что горный перевал потерян и приказал отступить, тем самым не дав бою перерасти в сражение.
Генерал Порфирио Диас во главе своей бригады прикрывал отступление мексиканцев до наступления темноты. Французы не стали преследовать противника и расположились на бивак на Гранд-Кумбрес.

## В культуре
- Бой показан в фильме Пятое мая: Битва  (исп.) (2013 г.)